# NGC 3666
NGC 3666 је спирална галаксија у сазвежђу Лав која се налази на NGC листи објеката дубоког неба.
Деклинација објекта је + 11° 20' 32" а ректасцензија 11h 24m 26,2s. Привидна величина (магнитуда) објекта NGC 3666 износи 11,7 а фотографска магнитуда 12,4. Налази се на удаљености од 16,331 милиона парсека од Сунца. NGC 3666 је још познат и под ознакама UGC 6420, MCG 2-29-25, CGCG 67-71, IRAS 11218+1137, PGC 35043.